# شراکتی که نگاه می‌داری
شراکتی که نگاه می‌داری (به انگلیسی: The Company You Keep) فیلمی‌است مهیج و سیاسی به تهیه‌کنندگی، کارگردانی و نقش آفرینی رابرت ردفورد محصول ۲۰۱۲ میلادی. سناریوی آن را لم دابز بر اساس داستانی به همین نام نوشتهٔ نیل گوردون در ۲۰۰۳ آفریده‌است.
در این فیلم رابرت ردفورد، شایا لابوف، جولی کریستی، سوزان ساراندون و استنلی توچی بازی کرده اند.

## داستان
جیم گرانت (رابرت ردفورد) وکیلی است که همسر خود را در یک تصادف از دست داده و با دختر دوازده‌ساله‌اش زندگی می‌کند. دستگیری شارون سولارز (سوزان ساراندون) و کنجکاوی یک خبرنگار روزنامهٔ محلی سبب افشای هویت واقعی گرانت می‌شود. فاش می‌شود که گرانت دارای هویتی جعلی است و در اصل یک عضو گروه ضدجنگ افراطی به نام گروه زیرزمینی آب‌وهواست. گرانت به جرم سرقت از بانک و قتل مأمور بانک تحت پیگرد اف‌بی‌آی است. او متواری می‌شود و اف‌بی‌آی و خبرنگار جوان بن شپرد (استنلی توچی) به دنبال او دست به تحقیقاتی می‌زنند که سبب کشف حقایقی می‌گردد.